# Vittorio Giovanni Rossi
(Vittorio Giovanni Rossi, Pelle d'uomo, 1943)
Vittorio Giovanni Rossi (Santa Margherita Ligure, 8 gennaio 1898 – Roma, 4 gennaio 1978) è stato un giornalista e scrittore italiano.

## Biografia

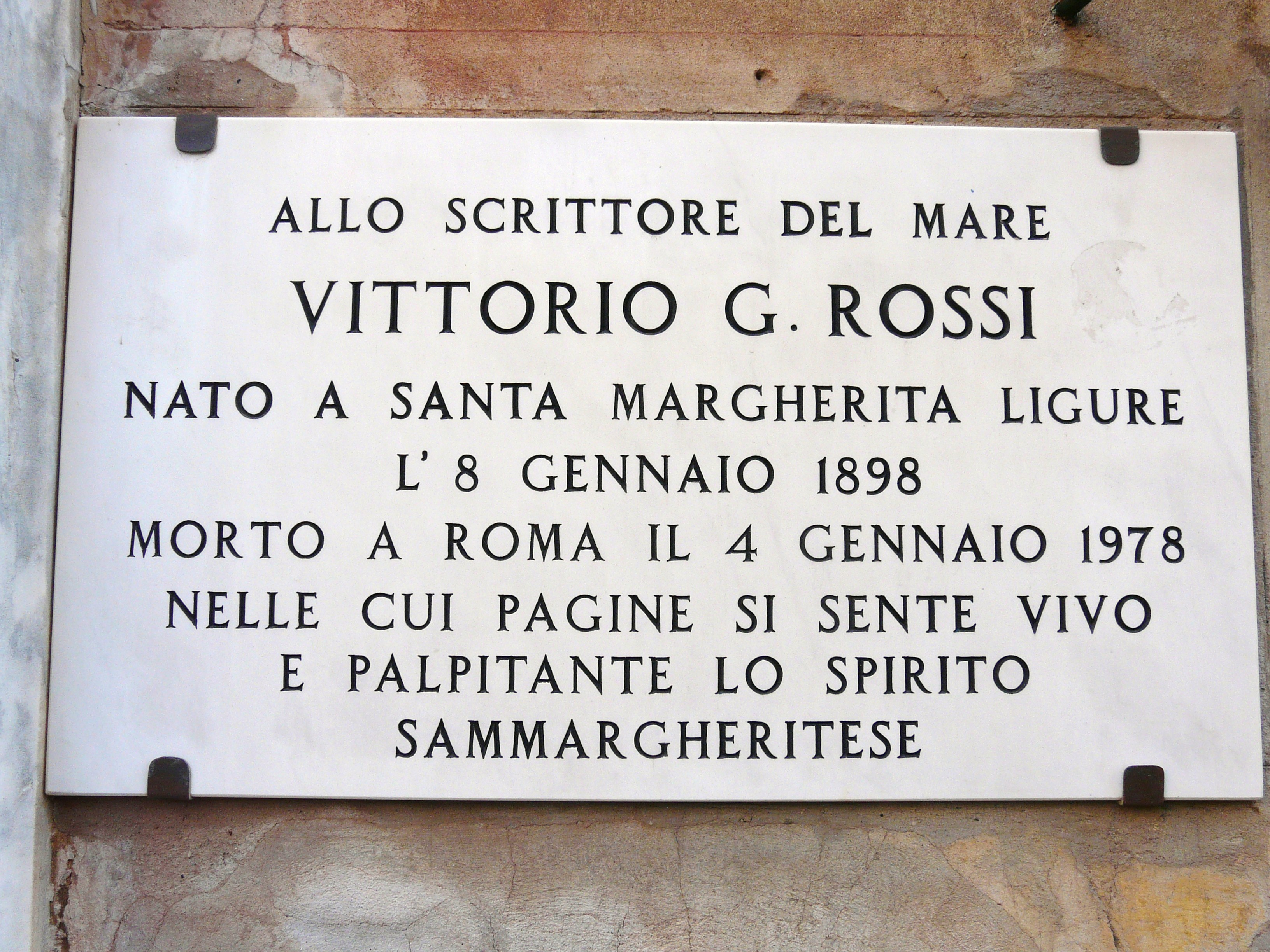
Targa a Vittorio Giovanni Rossi in un palazzo di Santa Margherita Ligure

Nato da padre lombardo e madre ligure, dopo il diploma di capitano di lungo corso venne ammesso all'Accademia navale di Livorno come allievo ufficiale di complemento. Subito dopo la prima guerra mondiale fu inviato a Trieste con il compito di riorganizzare la flotta abbandonata della Guardia di Finanza austroungarica; promosso comandante e docente della scuola nautica da lui fondata per la Guardia di Finanza italiana in Istria, vi rimase otto anni. Nel 1925 firmò il Manifesto degli intellettuali fascisti.
Trascorse lunghe licenze viaggiando per tutto il mondo su navi mercantili, e scrivendo instancabilmente. Dal 1936 al 1938 ebbe una relazione extraconiugale con una giovane collega al Messaggero, Alba de Céspedes, la futura scrittrice, poetessa e partigiana italiana allora autrice in erba. La relazione divenne di dominio pubblico negli anni '80 del XX secolo, quando si aprì un carteggio consegnato dallo stesso nel 1939 al suo attendente di allora, Giovanni Puledda, con la consegna di non aprirlo sino al 1980. 
È stato inviato speciale del Corriere della Sera e di Epoca, ma nel corso di quel viaggio raramente interrotto che fu la sua vita fu anche occasionalmente marinaio e timoniere, palombaro e pescatore, carovaniere e minatore. Nel 1944 gli fu assegnato il premio Mussolini dall'Accademia d'Italia, ma il Ministro della Cultura popolare della Repubblica Sociale Italiana, Ferdinando Mezzasoma d'imperio lo cancellò per fregiarne l'antifascista Marino Moretti.
È stato anche il primo giornalista italiano non comunista a viaggiare in Unione Sovietica dopo la seconda guerra mondiale. Fu lo stesso governo italiano dell'epoca a mediare per l'ottenimento del visto. Di questo viaggio è testimone il libro Soviet, del 1952.
Di lui, un collega giornalista di Epoca, scrisse che "viaggiava in corriera e scriveva nei bar". Lui stesso amava definirsi uno "stradale", visto che letteralmente amava trovarsi per strada, in mezzo alle persone, vivendo prima sulla sua pelle le cose che poi avrebbe messo su carta. Durante i mesi estivi, nella sua Santa Margherita Ligure, trascorreva le mattinate a scrivere e incontrare persone presso il bar Vittoria sul lungo mare, immerso nel rumore, nella gente, nella vita che scorreva. 
Ricoverato a Roma, al Gemelli, morì per disturbi cardiocircolari.
È sepolto nel cimitero di Santa Margherita Ligure, città dove ha sede anche il museo a lui dedicato, all'interno di villa Durazzo-Centurione. Sulla sua lapide c'è scritto "poca terra, molto mondo".

## Opere

### Narrativa
- Le streghe di mare, Alpes, 1930, rist. Il Castello, 2003, ISBN 88-8039-314-6
- Tassoni, Alpes, 1931
- Tropici, Bompiani, 1934
- Via degli spagnoli, Bompiani, 1936
- Oceano, Bompiani, 1938, rist. De Ferrari e Devega 2001, ISBN 88-7172-341-4
- Sabbia, Bompiani, 1940
- La guerra dei marinai, Bompiani, 1941
- Cobra, Bompiani, 1941
- Pelle d'uomo, Bompiani, 1943
- Alga, Bompiani, 1945
- Preludio alla notte, Bompiani, 1948
- Soviet, Garzanti, 1952
- Fauna, Bompiani, 1953
- Il granchio gioca col mare, Mondadori, 1957
- Cristina e lo Spirito Santo, Mondadori, 1958
- Festa delle lanterne, Mondadori, 1960
- La Terra è un'arancia dolce, Mondadori, 1961
- Nudi o vestiti, Mondadori, 1963
- Miserere coi fichi, Mondadori, 1963
- Il silenzio di Cassiopea, Mondadori, 1965
- Però il mare è ancora quello, Mondadori, 1966
- Terra e acqua, Mursia, 1966
- Gli Eroi Polari, Epoca, 1966
- Teschio e tibie, Mondadori, 1968
- L'orso sogna le pere, Mondadori, 1971
- Calme di luglio, Mondadori, 1973
- Il cane abbaia alla luna, Mondadori, 1975
- Maestrale, Mondadori, 1976
- Terra e acqua, Mursia, 1988, ISBN 88-425-0306-1

## Riconoscimenti
- Premio Viareggio, 1938, Oceano[3]